# 스비블로보역
스비블로보역(러시아어: Свиблово)은 모스크바 지하철 칼루시스코 리시스카야 선의 역이다.

## 역명
역명은 모스크바의 단일 역사 지역에서 유래되었다. 스비블리보 지역은 14세기부터 F-군대를 소유했던 전 마을로부터 이름을 얻은 것이다. A.DimitriDonsky의 공동 창립자인 Swiblo로, 그 이름은 "스비블로"라는 고대 영어 단어에서 유래되었다.

## 역사
스비블로보 역은 1978년 9월 30일에 개장하였다.

## 구조
스비블로보 역은 1면 2선의 섬식 승강장 구조이다. 지상 로비는 존재하지 않고, 이 역에서 스노우 스트리트, 아문센 거리, 루사노프의 거리가 있는 지하 통로를 통해 접근 가능하다. 두 개의 지하 대합실은 계단과 연결되어 있다.

## 설계
1978년 당시 표준 설계에 따라 지어진 스비블로보 역은 흰색 대리석으로 된 기둥과 양극화된 알루미늄의 수직 스트립으로 장식되어 있다. 벽은 또한 하얀 대리석이며 모스크바를 둘러싼 여러 도시와 마을의 이름과 외투를 담은 장식물로 장식되어 있다. 이 역의 건축가는 로버트 포그레브노이다.